# Amphithalea ericifolia
Amphithalea ericifolia là một loài thực vật có hoa trong họ Đậu. Loài này được (L.) Eckl. & Zeyh. miêu tả khoa học đầu tiên.